# Bora Dugić
Borislav "Bora" Dugić, szerb cirill betűkkel: Борислав Бора Дугић, (Đurđevo, 1949. június 10. –) szerb zenész és fuvolaművész, aki számos CD-t és lemezt adott ki, valamint számtalan koncerten lépett fel.

## Korai és szakmai életút
Bora Dugić a középiskolát és a főiskolát matematika szakon végezte. Fiatal kora óta fuvolázott, és a középiskolai tanulmányai befejeztével a közép-szerbiai Kragujevac városába költözött. Ott az "Abrašević" kulturális csoport titkára lett. Mivel fuvolajátékának köszönhetően egyre népszerűbb lett, Bora Szerbia fővárosába, Belgrádba költözött, ahol csatlakozott az RTV Belgrád népi zenekarához. Az Október-díj, a belgrádi kultúrához való folyamatos hozzájárulásáért járó Aranygyűszű-díj és számos más hazai és nemzetközi díj nyertese.
2004-ben a belgrádi Sava Centarban A szellem játéka (The Play of Spirit) címmel nagyszabású szólókoncerttel ünnepelte 35 éves művészi munkásságát. 2008-ban Jelena Tomašević oldalán szerepelt a Eurovíziós Dalfesztiválon, ahol a hatodik helyen végeztek.

## Magánélet
Dugić felesége Milanka, aki szintén zenével foglalkozik. Lányuk, Jasmina, jelmeztervező, míg fiuk, Bojan, a bostoni Berklee College of Musicon végzett.

## Külső linkek
- Official page of Bora Dugić
- Bora Dugić RTS page[halott link]

## Fordítás
Ez a szócikk részben vagy egészben  a   Bora Dugić című angol Wikipédia-szócikk ezen változatának fordításán alapul.  Az eredeti cikk szerkesztőit annak laptörténete sorolja fel. Ez a jelzés csupán a megfogalmazás eredetét és a szerzői jogokat jelzi, nem szolgál a cikkben szereplő információk forrásmegjelöléseként.